# Emoia veracunda
Emoia veracunda är en ödleart som beskrevs av Brown 1953. Emoia veracunda ingår i släktet Emoia och familjen skinkar. Inga underarter finns listade i Catalogue of Life.